# Ільницький Олександр Йосипович
Олекса́ндр Йо́сипович Ільни́цький (нар. 28 лютого 1978 — 9 січня 2016) — капітан МВС України, боєць полку «Миротворець», учасник російсько-української війни.

## Життєпис
Народився 28 лютого 1978 року в місті Турка Львівської області. У 1993 році закінчив 9 класів загальноосвітньої школи м. Турка. У 1993—1996 р. навчався в Турківському професійно-технічному училищі № 51 (на даний час — Турківський професійний ліцей) здобув професію електрогазозварника.
Після закінчення училища служив у Збройних Силах України. У лютому 2005 року був зарахований до Училища професійної підготовки працівників міліції Львівського юридичного інституту Міністерства внутрішніх справ України на посаду курсанта.
У період з 2005-го до 2014 року проходив службу на різних посадах в Управлінні Міністерства внутрішніх справ України у Львівській області: від дільничного міліціонера, оперуповноваженого карного розшуку до начальника ізолятора тимчасового тримання затриманих та взятих під варту осіб.
Із початком АТО у травні 2014 року перейшов до батальйону добровольців «Миротворець» ГУМВС України в Київській області та вирушив на Схід.
Серед побратимів Ільницький мав позивний «Барні», бо статурою був схожий на ведмедика — логотип відомої марки ласощів для дітей: широкий у плечах, невисокий на зріст, усміхнений, добрий.
У серпні 2014 року під час виконання бойового завдання батальйоном «Миротворець» з виходу з оточення у м. Іловайську Олександр зазнав поранення. За виявлений при цьому героїзм Указом Президента України № 480/2015 від 20 серпня 2015 року був нагороджений медаллю «Захисник Вітчизни».
Після лікування певний час працював у Києві, в міністерстві. Повернувся на фронт до свого підрозділу; був одним з найкращих розвідників «Миротворця».
9 січня 2016 року поблизу селища Зайцеве біля Горлівки під вогонь російських терористів потрапив цивільний автомобіль, поранення зазнала місцева мешканка. Олександр Ільницький, ризикуючи власним життям, зробив усе можливе, щоби зупинити й вивести автомобіль з-під обстрілу, в цей час зазнав смертельного кульового поранення в голову.
11 січня 2016-го з Олександром попрощалися в Києві на Майдані Незалежності. Похований у місті Турка.
Без Олександра лишилися дружина та донька 2008 р.н.

## Нагороди та вшанування
За особисту мужність, сумлінне та бездоганне служіння Українському народові, зразкове виконання військового обов'язку відзначений — нагороджений
- орденом «За мужність» ІІІ ступеня (15.4.2016, посмертно)[2]
- відзнакою «Народний Герой України» (26.3.2016, посмертно)

Вшановується в меморіальному комплексі «Зала пам'яті», в щоденному ранковому церемоніалі 9 січня.